# Pietro Paolo Trucchi
Pietro Paolo Trucchi (Tivoli, 15 marzo 1807 – Forlì, 21 gennaio 1887) è stato un vescovo cattolico italiano.

## Biografia
Fu ordinato presbitero il 19 settembre 1829 nella Congregazione della Missione (noti anche come lazzaristi o Signori della Missione o Preti della missione o vincenziani).
Il 21 settembre 1846 fu eletto vescovo di Anagni da papa Pio IX, ricevendo la consacrazione il 4 ottobre dello stesso anno per mano del cardinale Costantino Patrizi Naro, cardinale vicario di Roma, co-consacranti il patriarca Giovanni Giuseppe Canali, vicegerente della diocesi di Roma, e l'arcivescovo Gaetano Baluffi, vescovo di Imola.
Il 21 dicembre 1857 fu nominato vescovo di Forlì.
Come tale, partecipò al Concilio Ecumenico Vaticano I, nel quale fece parte della Deputazione per la Disciplina Ecclesiastica.
Morì il 21 gennaio 1887.

## Genealogia episcopale
La genealogia episcopale è:
- Cardinale Scipione Rebiba
- Cardinale Giulio Antonio Santori
- Cardinale Girolamo Bernerio, O.P.
- Arcivescovo Galeazzo Sanvitale
- Cardinale Ludovico Ludovisi
- Cardinale Luigi Caetani
- Cardinale Ulderico Carpegna
- Cardinale Paluzzo Paluzzi Altieri degli Albertoni
- Papa Benedetto XIII
- Papa Benedetto XIV
- Papa Clemente XIII
- Cardinale Marcantonio Colonna
- Cardinale Giacinto Sigismondo Gerdil, B.
- Cardinale Giulio Maria della Somaglia
- Cardinale Carlo Odescalchi, S.I.
- Cardinale Costantino Patrizi Naro
- Vescovo Pietro Paolo Trucchi, C.M.